# حارة حمالة (صنعاء)
حارة حمالة هي إحدى حارات حي معين بمديرية معين إحد مديريات العاصمة اليمنية صنعاء، بلغ تعداد سكانها 1901 نسمة حسب تعداد اليمن لعام 2004.